# Stor näckmossa
Stor näckmossa (Fontinalis antipyretica) är en bladmossart som beskrevs av Hedwig 1801. Stor näckmossa ingår i släktet näckmossor, och familjen Fontinalaceae. Inga underarter finns listade i Catalogue of Life.
Lonkemossan förekommer ymnigt på stenar i åar och bäckar, i synnerhet i skogsbygden, och är den största av våra mossor, ofta av några fots
längd. Den begagnades i synnerhet till diktning av trädhus, emedan den inte skall brinna.

## Bildgalleri

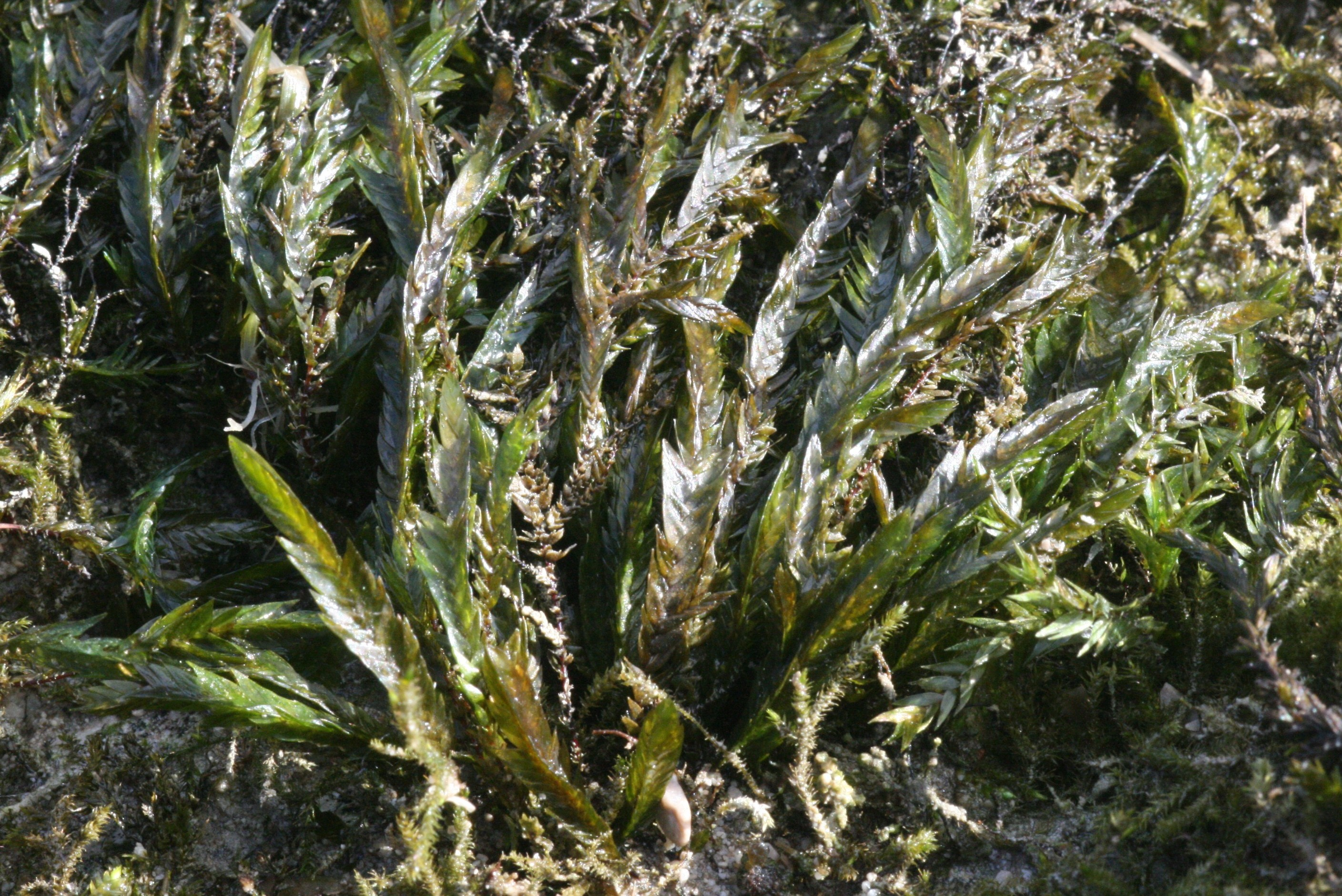
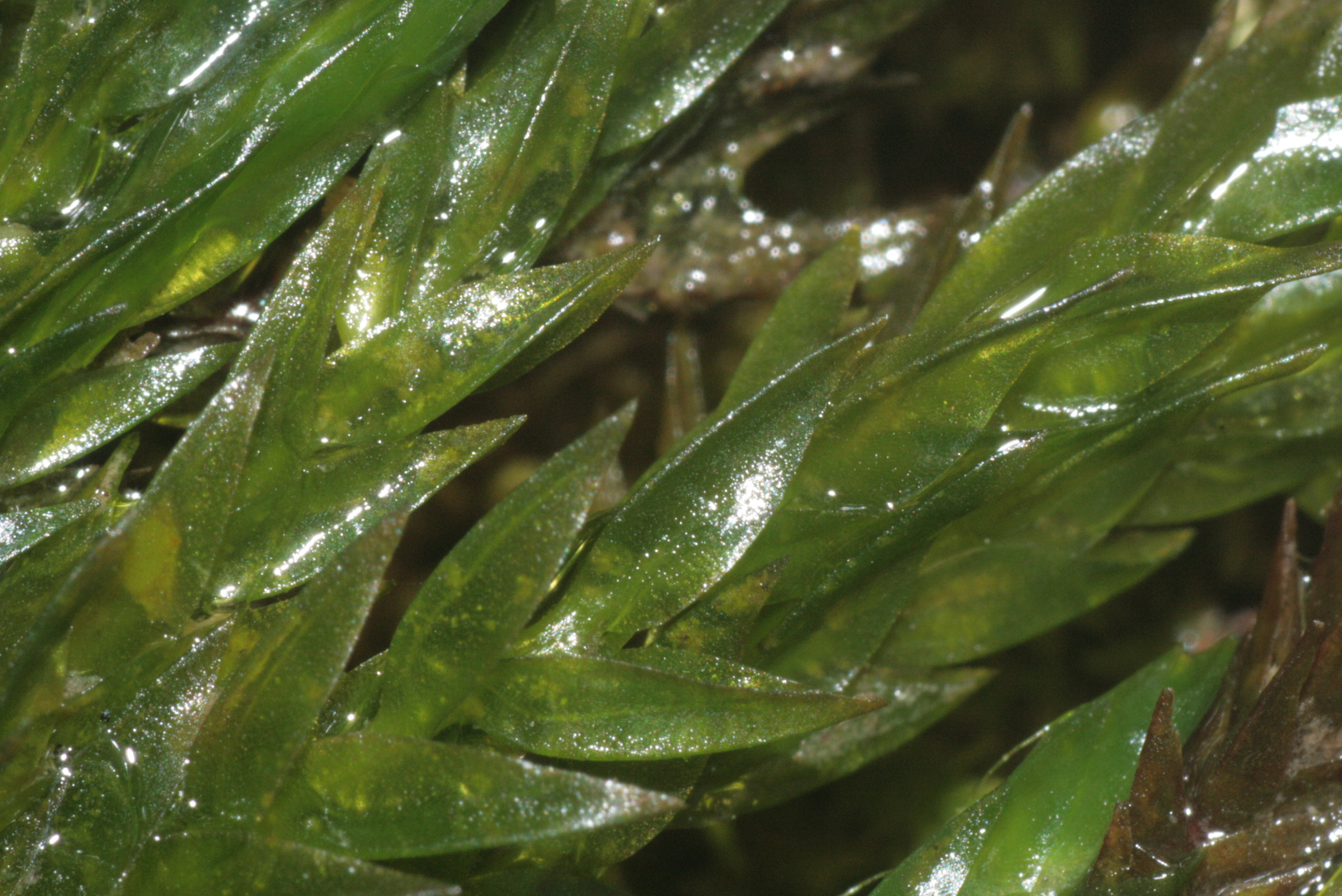
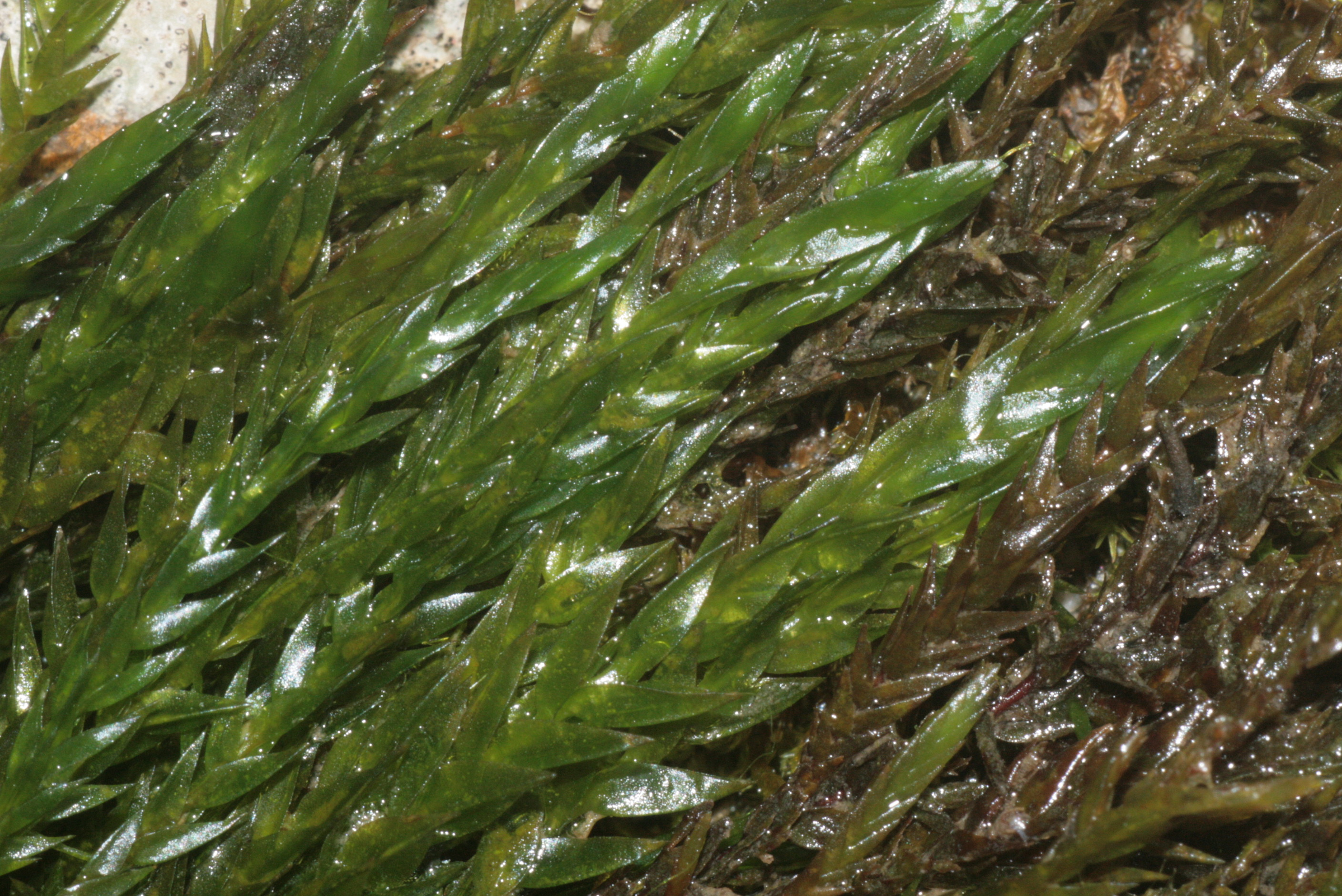
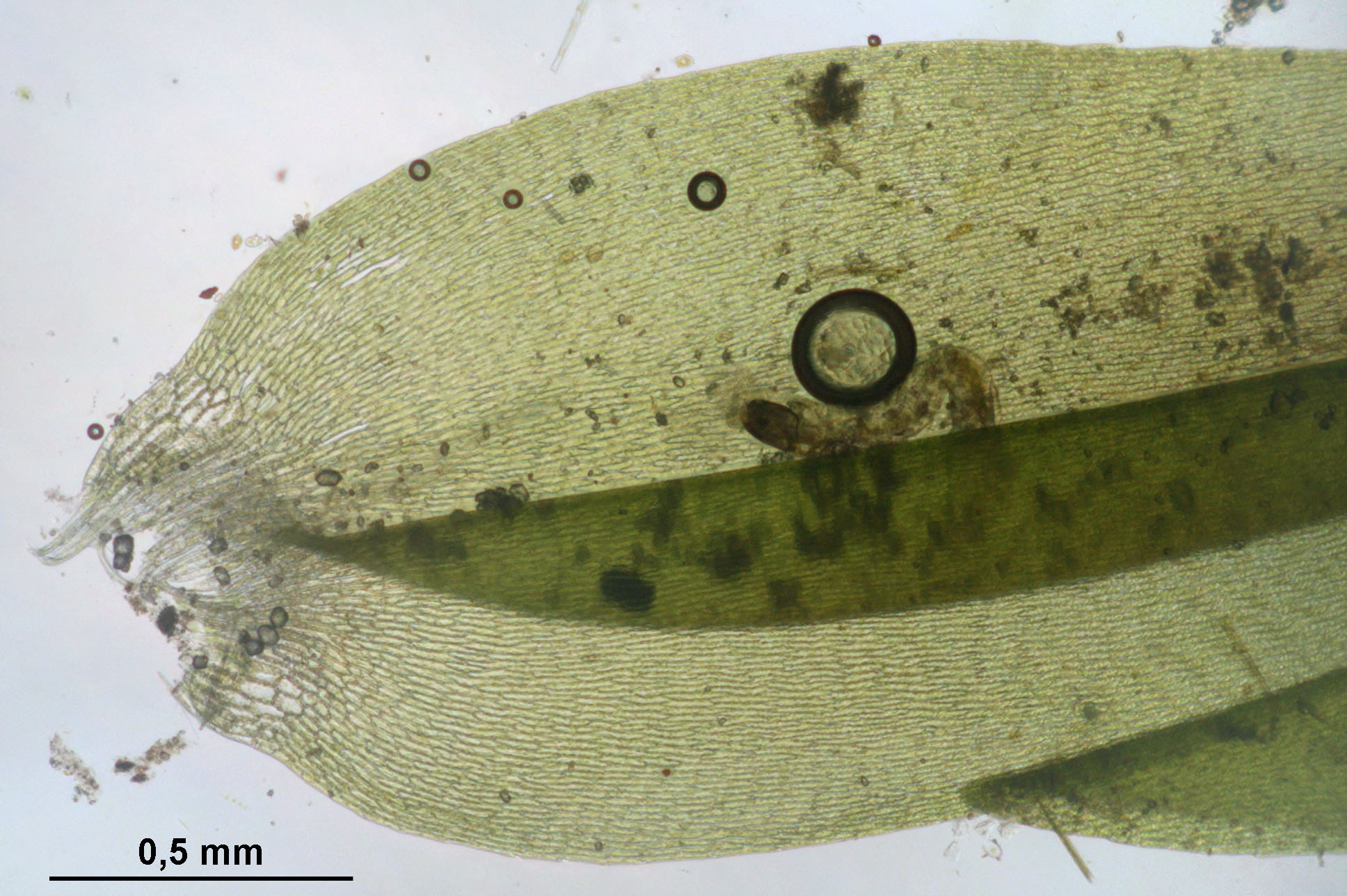
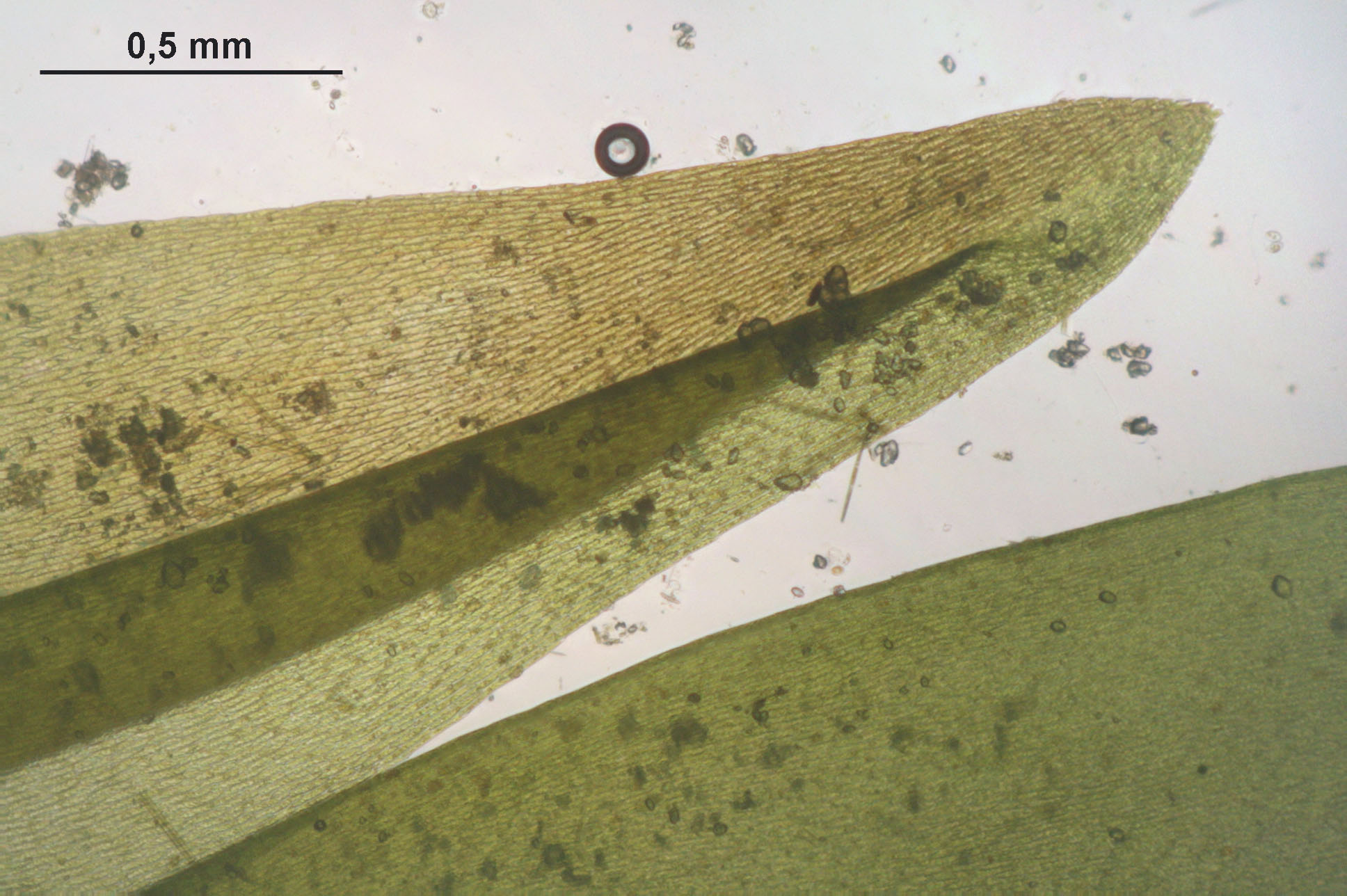
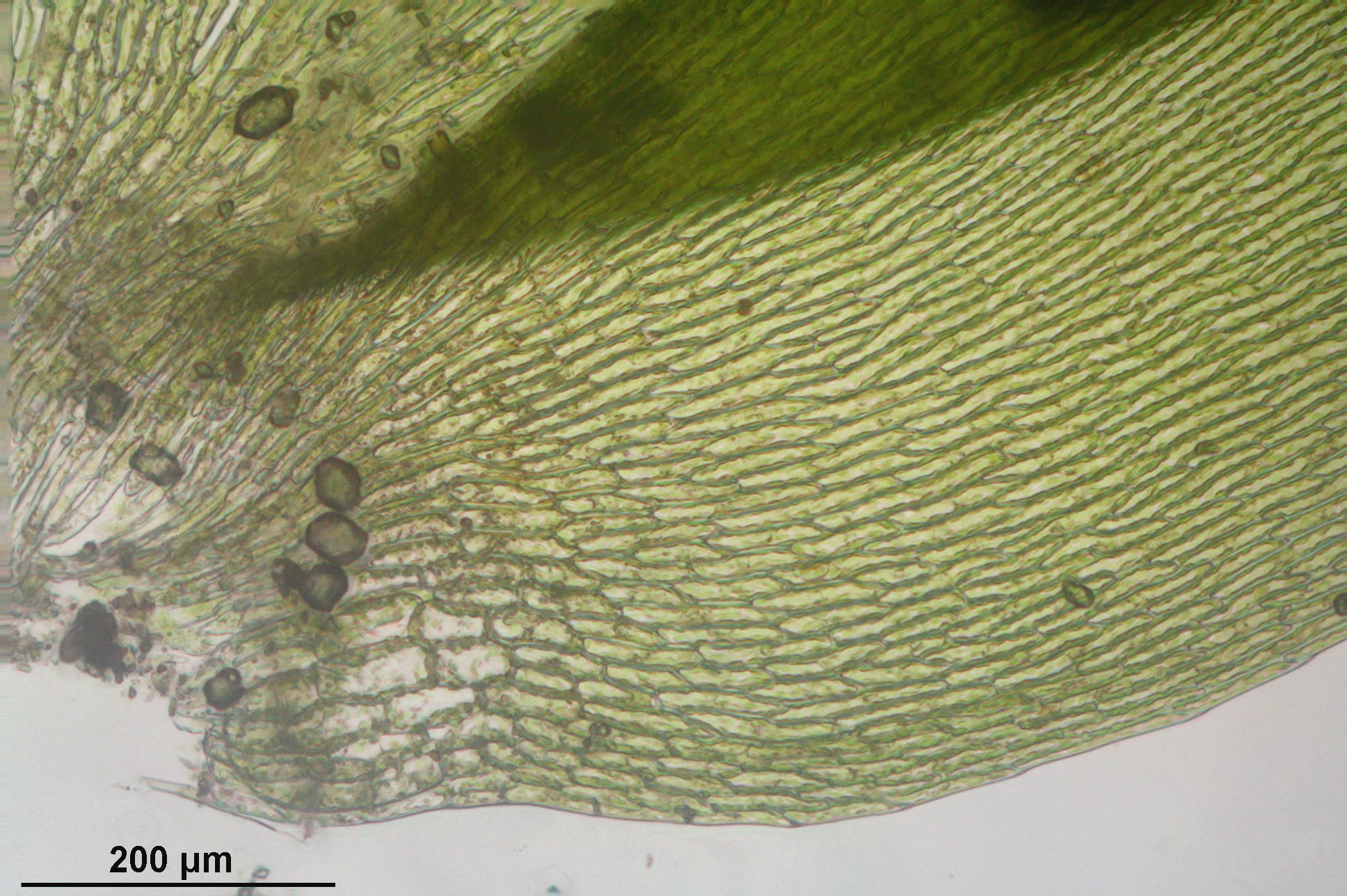